# Đội tuyển bóng đá trong nhà quốc gia Kyrgyzstan
Đội tuyển bóng đá trong nhà quốc gia Kyrgyzstan (tiếng Kyrgyz: Кыргызстан улуттук футзал курамасы) đại diện cho Kyrgyzstan tại các giải đấu bóng đá trong nhà quốc tế và được kiểm soát bởi Liên đoàn bóng đá Kyrgyzstan.

## Các kỷ lục giải thi đấu

### Giải vô địch bóng đá trong nhà thế giới
| Kỷ lục giải vô địch bóng đá trong nhà thế giới | Kỷ lục giải vô địch bóng đá trong nhà thế giới | Kỷ lục giải vô địch bóng đá trong nhà thế giới | Kỷ lục giải vô địch bóng đá trong nhà thế giới | Kỷ lục giải vô địch bóng đá trong nhà thế giới | Kỷ lục giải vô địch bóng đá trong nhà thế giới | Kỷ lục giải vô địch bóng đá trong nhà thế giới | Kỷ lục giải vô địch bóng đá trong nhà thế giới | Kỷ lục giải vô địch bóng đá trong nhà thế giới |                      |
| Năm                                            | Vòng                                           | ST                                             | T                                              | H*                                             | B                                              | BT                                             | BB                                             | HS                                             |                      |
| ---------------------------------------------- | ---------------------------------------------- | ---------------------------------------------- | ---------------------------------------------- | ---------------------------------------------- | ---------------------------------------------- | ---------------------------------------------- | ---------------------------------------------- | ---------------------------------------------- | -------------------- |
| Hà Lan 1989                                    | Một phần của Liên Xô                           | Một phần của Liên Xô                           | Một phần của Liên Xô                           | Một phần của Liên Xô                           | Một phần của Liên Xô                           | Một phần của Liên Xô                           | Một phần của Liên Xô                           | Một phần của Liên Xô                           | Một phần của Liên Xô |
| Hồng Kông 1992                                 | Không tham dự                                  | -                                              | -                                              | -                                              | -                                              | -                                              | -                                              | -                                              |                      |
| Tây Ban Nha 1996                               | Không tham dự                                  | -                                              | -                                              | -                                              | -                                              | -                                              | -                                              | -                                              |                      |
| Guatemala 2000                                 | Không tham dự                                  | -                                              | -                                              | -                                              | -                                              | -                                              | -                                              | -                                              |                      |
| Trung Hoa Đài Bắc 2004                         | Không vượt qua vòng loại                       | -                                              | -                                              | -                                              | -                                              | -                                              | -                                              | -                                              |                      |
| Brasil 2008                                    | Không vượt qua vòng loại                       | -                                              | -                                              | -                                              | -                                              | -                                              | -                                              | -                                              |                      |
| Thái Lan 2012                                  | Không vượt qua vòng loại                       | -                                              | -                                              | -                                              | -                                              | -                                              | -                                              | -                                              |                      |
| Colombia 2016                                  | Không vượt qua vòng loại                       | -                                              | -                                              | -                                              | -                                              | -                                              | -                                              | -                                              |                      |
| Tổng số                                        | 0/8                                            | 0                                              | 0                                              | 0                                              | 0                                              | 0                                              | 0                                              | 0                                              |                      |

*Các trận hòa bao gồm các trận đấu vòng đấu loại trực tiếp được quyết định trên đá phạt đền.

### Giải vô địch bóng đá trong nhà châu Á
| Kỷ lục giải vô địch bóng đá trong nhà châu Á | Kỷ lục giải vô địch bóng đá trong nhà châu Á | Kỷ lục giải vô địch bóng đá trong nhà châu Á | Kỷ lục giải vô địch bóng đá trong nhà châu Á | Kỷ lục giải vô địch bóng đá trong nhà châu Á | Kỷ lục giải vô địch bóng đá trong nhà châu Á | Kỷ lục giải vô địch bóng đá trong nhà châu Á | Kỷ lục giải vô địch bóng đá trong nhà châu Á | Kỷ lục giải vô địch bóng đá trong nhà châu Á |
| Năm                                          | Vòng                                         | ST                                           | T                                            | H*                                           | B                                            | BT                                           | BB                                           | HS                                           |
| -------------------------------------------- | -------------------------------------------- | -------------------------------------------- | -------------------------------------------- | -------------------------------------------- | -------------------------------------------- | -------------------------------------------- | -------------------------------------------- | -------------------------------------------- |
| Malaysia 1999                                | Vòng bảng                                    | 4                                            | 1                                            | 1                                            | 2                                            | 18                                           | 45                                           | -27                                          |
| Thái Lan 2000                                | Vòng bảng                                    | 4                                            | 1                                            | 0                                            | 3                                            | 13                                           | 34                                           | -21                                          |
| Iran 2001                                    | Vòng bảng                                    | 3                                            | 1                                            | 1                                            | 1                                            | 13                                           | 16                                           | -3                                           |
| Indonesia 2002                               | Tứ kết                                       | 5                                            | 1                                            | 2                                            | 2                                            | 14                                           | 17                                           | -3                                           |
| Iran 2003                                    | Tứ kết                                       | 4                                            | 2                                            | 0                                            | 2                                            | 16                                           | 18                                           | -2                                           |
| Ma Cao 2004                                  | Vòng bảng                                    | 4                                            | 2                                            | 1                                            | 1                                            | 15                                           | 7                                            | +8                                           |
| Việt Nam 2005                                | Hạng ba                                      | 7                                            | 5                                            | 0                                            | 2                                            | 23                                           | 12                                           | +11                                          |
| Uzbekistan 2006                              | Hạng tư                                      | 5                                            | 3                                            | 0                                            | 2                                            | 19                                           | 13                                           | +6                                           |
| Nhật Bản 2007                                | Hạng tư                                      | 6                                            | 3                                            | 1                                            | 2                                            | 20                                           | 15                                           | +5                                           |
| Thái Lan 2008                                | Tứ kết                                       | 4                                            | 2                                            | 0                                            | 2                                            | 14                                           | 8                                            | +6                                           |
| Uzbekistan 2010                              | Tứ kết                                       | 4                                            | 1                                            | 1                                            | 2                                            | 10                                           | 14                                           | -4                                           |
| UAE 2012                                     | Tứ kết                                       | 4                                            | 2                                            | 0                                            | 2                                            | 5                                            | 5                                            | 0                                            |
| Việt Nam 2014                                | Vòng bảng                                    | 3                                            | 1                                            | 1                                            | 1                                            | 6                                            | 7                                            | -1                                           |
| Uzbekistan 2016                              | Hạng sáu                                     | 6                                            | 2                                            | 1                                            | 3                                            | 15                                           | 20                                           | -5                                           |
| Trung Hoa Đài Bắc 2018                       | TBD                                          | -                                            | -                                            | -                                            | -                                            | -                                            | -                                            | -                                            |
| Tổng số                                      | 15/15                                        | 62                                           | 26                                           | 10                                           | 26                                           | 199                                          | 228                                          | -29                                          |

### Bóng đá trong nhà tại Đại hội Thể thao Trong nhà và Võ thuật châu Á
- 2005 - Tứ kết
- 2007 - Vòng bảng
- 2009 - Không tham dự
- 2013 - Không tham dự
- 2017 - Vòng bảng

### Cúp Tulpar
- 2008: -  Hạng ba

### Cúp Baltika
- 2007 -  Vô địch

### Cúp ELF
- 2006 -  Hạng ba

Năm 2006, Kyrgyzstan đã tham gia vào lễ khai mạc Cúp ELF ở Bắc Síp. Giải thi đấu này ban đầu được dự định cho các đội tuyển không phải là thành viên của FIFA; tuy nhiên, ban tổ chức đã gửi lời mời tới cả hai đội tuyển Kyrgyzstan và Tajikistan, những đội đã được cả hai đại diện bởi các đội tuyển bóng đá trong nhà quốc gia của họ.

## Bảng tổng kết kỷ lục với đối thủ
| Đối thủ           | Số trận | Thắng | Hòa | Bại | BT  | BB  | HS  |
| ----------------- | ------- | ----- | --- | --- | --- | --- | --- |
| Afghanistan       | 2       | 1     | 1   | 0   | 10  | 5   | +5  |
| Úc                | 3       | 1     | 1   | 1   | 9   | 7   | +2  |
| Trung Quốc        | 3       | 2     | 0   | 1   | 16  | 7   | +9  |
| Đài Bắc Trung Hoa | 2       | 2     | 0   | 0   | 7   | 2   | +5  |
| Guam              | 1       | 1     | 0   | 0   | 14  | 0   | +14 |
| Hồng Kông         | 1       | 1     | 0   | 0   | 5   | 0   | +5  |
| Indonesia         | 3       | 1     | 1   | 1   | 10  | 7   | +3  |
| Iran              | 9       | 0     | 0   | 9   | 8   | 89  | –81 |
| Iraq              | 3       | 2     | 1   | 0   | 15  | 5   | +10 |
| Nhật Bản          | 10      | 1     | 0   | 9   | 11  | 32  | –21 |
| Jordan            | 1       | 0     | 0   | 1   | 1   | 7   | –6  |
| Kazakhstan        | 2       | 0     | 0   | 2   | 3   | 8   | −5  |
| Kuwait            | 3       | 2     | 1   | 0   | 8   | 3   | +5  |
| Liban             | 6       | 2     | 3   | 1   | 20  | 14  | +6  |
| Ma Cao            | 2       | 2     | 0   | 0   | 13  | 4   | +9  |
| Nepal             | 1       | 1     | 0   | 0   | 5   | 0   | +5  |
| Philippines       | 1       | 1     | 0   | 0   | 5   | 0   | +5  |
| Qatar             | 1       | 1     | 0   | 0   | 5   | 2   | +3  |
| Ả Rập Xê Út       | 2       | 1     | 0   | 1   | 8   | 14  | –6  |
| Singapore         | 1       | 1     | 0   | 0   | 9   | 5   | +4  |
| Hàn Quốc          | 5       | 2     | 2   | 1   | 18  | 18  | 0   |
| Tahiti            | 1       | 1     | 0   | 0   | 4   | 2   | +2  |
| Tajikistan        | 5       | 4     | 0   | 1   | 20  | 16  | +6  |
| Thái Lan          | 7       | 1     | 0   | 6   | 18  | 38  | −20 |
| Turkmenistan      | 6       | 3     | 3   | 0   | 19  | 10  | +9  |
| UAE               | 1       | 1     | 0   | 0   | 3   | 1   | +2  |
| Uzbekistan        | 15      | 1     | 2   | 12  | 34  | 68  | −34 |
| Việt Nam          | 2       | 2     | 0   | 0   | 8   | 3   | +5  |
| Tổng số           | 99      | 38    | 15  | 46  | 306 | 367 | −61 |